# Prix Sorcières
Le prix Sorcières est un prix littéraire français qui distingue chaque année, depuis 1986, une œuvre de la littérature jeunesse. Il est décerné par l'ALSJ (Association des librairies spécialisées jeunesse), en partenariat, depuis 1989, avec l'ABF (Association des bibliothécaires de France). En 1997, une "commission Prix sorcières" a vu le jour à l'ABF, suivie de « commissions sorcières » établies dans différents groupes régionaux de l'ABF, dans le but d'élargir les actions organisées autour de ce prix (rencontre des auteurs primés en bibliothèques, journées de formation sur le livre jeunesse, etc.).
En 2018, les catégories sont modifiées,.

## Nouvelles catégories à partir de 2018
En 2018, les catégories sont remaniées : « Les 6 catégories classiques qui ont peu évolué depuis la naissance du prix sont balayées et laissent place à 3 grandes catégories d’ouvrages, divisées chacune en univers Mini (- de 10 ans) et univers Maxi (+ de 10 ans).
- Carrément Beau :
  - Univers Mini
  - Univers Maxi
- Carrément Passionnant :
  - Univers Mini
  - Univers Maxi
- Carrément Sorcières :
  - Fiction
  - Non Fiction

La catégorie Carrément Beau donne la part belle à l’esthétisme, Carrément Passionnant au scénario et à l’histoire, et Carrément Sorcières est une catégorie à part pour des livres un peu exceptionnels. »

## Liste des lauréats par catégorie, jusqu'en 2017

### Catégorie tout-petits
- 1987 : Christian Bruel, illustré par Anne Bozellec, Liberté Nounours, Le sourire qui mord, coll. « Plaisirs »
- 1988 : Claude Ponti, Adèle s'en mêle, Gallimard Jeunesse
- 1989 : Marie-Claire Bruley, Lya Tourn, illustré par Philippe Dumas, Enfantines, L'École des loisirs
- 1990 : Jan Ormerod, Une casserole pour jouer, Milan
- 1991 : Michelle Nikly et Jean Claverie, L’Art du pot, Albin Michel Jeunesse
- 1992 : Grégoire Solotareff, Les Bêtises de Bébé Ours, Hatier
- 1993 : Julie, Pas vu, pas pris (trad. de l'anglais par Ariane Bataille), Mango
- 1994 : Charlotte Mollet, Une souris verte, Didier Jeunesse
- 1995 : Sam McBratney, illustré par Anita Jeram, Devine combien je t'aime, L'École des loisirs
- 1996 : Trish Cooke et Helen Oxenbury, Très, très fort !, Flammarion
- 1997 : Claude Ponti, Sur la branche, L'École des loisirs
- 1998 : Jeanne Ashbé, Et dedans il y a..., L'École des loisirs, coll. « Pastel »
- 1999 : Christian Bruel et Nicole Claveloux, Alboum, Éditions Être
- 2000 : Antonin Louchard et Katy Couprie, Tout un monde, Éditions Thierry Magnier
- 2001 : Voutch, Pourquôôââ, Éditions Thierry Magnier
- 2002 : Ruth Brown, Dix petites graines, Gallimard Jeunesse
- 2003 : Chantal Grosléziat, Paul Mindy et Élodie Nouhen, Comptines et berceuses du baobab, Didier Jeunesse
- 2004 : Martine Perrin, Méli-Mélo, Milan
- 2005 : Jean Gourounas, Grosse légume, Éditions du Rouergue
- 2006 : Martine Perrin, Qui où quoi, Milan
- 2007 : Audrey Poussier, Mon Pull, L'École des loisirs
- 2008 : Claire Dé, Ouvre les yeux, Éditions du Panama
- 2009 : Anne Crausaz, Raymond rêve, Éditions MeMo
- 2010 : Cécile Boyer, Ouaf miaou cui-cui, Albin Michel Jeunesse
- 2011 : Hervé Tullet, Un livre, Bayard jeunesse
- 2012 : Chris Haughton, Un peu perdu, éditions Thierry Magnier
- 2013 : Lucie Félix, Deux yeux, Éditions Les Grandes Personnes
- 2014 : Julie Safirstein, Le jour la nuit tout autour, Hélium
- 2015 : Édouard Manceau, Le Petit Curieux, Ed. Milan Jeunesse
- 2016 : Corinne Dreyfuss, Pomme, pomme, pomme, Éditions Thierry Magnier
- 2017 : Delphine Chedru, Paul a dit ! Tourne la page et découvre la surprise, Hélium

### Catégorie albums
- 1986 : Toshi Yoshida, La Querelle, L'École des loisirs
- 1987 : Michael Palin, Richard Seymour, illustré par Alan Lee, La Pierre de cristal, Casterman
- 1988 : Anne Quesemand, Laurent Berman, La Mort marraine, Ipomée
- 1989 : Claude Clément, Frédéric Clément, Le Luthier de Venise, L'École des loisirs
- 1990 : Michael Rosen et Helen Oxenbury, La Chasse à l’ours, Ouest-France
- 1991 : Philippe Corentin, L'Afrique de Zigomar, L'École des loisirs
- 1992 : Joan Manuel Gisbert, illustré par Alfonso Ruano, Le Gardien de l’oubli, Syros
- 1993 : François Place, Les Derniers Géants, Casterman
- 1994 : Werner Holzwarth et Wolf Erlbruch, De la petite taupe qui voulait savoir qui lui avait fait sur la tête, Milan
- 1995 : Thierry Dedieu, Yakouba, Seuil jeunesse
- 1996 : Philippe Corentin, L’Ogre, le Loup, la Petite Fille et le Gâteau, L'École des loisirs
- 1997 : Fred Bernard et François Roca, La reine des fourmis a disparu, Albin Michel Jeunesse
- 1998 : Christian Voltz, Toujours rien, Éditions du Rouergue
- 1999 : Anthony Browne, Une histoire à quatre voix, Kaléidoscope
- 2000 : Michael Morpurgo, illustré par Christian Birmingham, La Sagesse de Wombat, Gautier-Languereau
- 2001 : Peter Sís, Madlenka, Grasset Jeunesse
- 2002 : David Wiesner, Les Trois Cochons, Circonflexe
- 2003 : Rascal et Stéphane Girel, Ami-Ami, L'École des loisirs, coll. « Pastel »
- 2004 : Rébecca Dautremer, L'Amoureux, Gautier-Languereau
- 2005 : Wolf Erlbruch, La Grande Question, Éditions Être
- 2006 : Magali Le Huche, Les Sirènes de Belpêchao, Didier jeunesse
- 2007 : Christian Voltz, La Caresse du papillon, Éditions du Rouergue
- 2008 : Jean-Luc Fromental, Joëlle Jolivet, 365 pingouins, Éditions Naïve
- 2009 : Stian Hole, L'Été de Garmann, Albin Michel Jeunesse
- 2010 : Isabelle Carrier, La Petite Casserole d'Anatole, Bilboquet
- 2011 : Germano Zullo et Albertine, Les Oiseaux, La Joie de Lire
- 2012 : Anne Herbauts, De quelle couleur est le vent ?, éditions Casterman
- 2013 : Kenya Hirata, illustré par Kunio Katô, La Maison en petits cubes, éditions nobi nobi !
- 2014 : Roberto Innocenti et Aaron Frisch, La Petite Fille en rouge, Gallimard
- 2015 : Edward Van de Vendel , Le chien que Nino n'avait pas, Didier Jeunesse
- 2016 : Frédéric Marais, Yasuké, Éd. Les fourmis rouges
- 2017 : Nada Matta, Petite Pépite, MeMo

### Catégorie premières lectures
- 1989 : Marie-Aude Murail, Le Chien des mers, L'École des loisirs
- 1990 : Marie-Aude Murail, illustré par Michel Gay, Le Hollandais sans peine, L'École des loisirs
- 1991 : Ann Cameron, illustré par Thomas B. Allen, Le Plus Bel Endroit du monde, L'École des loisirs
- 1992 : Claude Ponti, Broutille, L'École des loisirs
- 1993 : Christophe Donner, illustré par Philippe Dumas, Le Cheval qui sourit, L'École des loisirs
- 1994 : Elzbieta, Flon-Flon et Musette, L'École des loisirs
- 1995 : Danièle Fossette, illustré par Véronique Boiry, Je ne veux pas aller au tableau, Rouge et Or
- 1996 : Xavier-Laurent Petit, Colorbelle-ébène, L'École des loisirs
- 1997 : Didier Lévy et Coralie Gallibour, Peut-on faire confiance à un crocodile affamé ?, Albin Michel Jeunesse
- 1998 : Anne Fine, Journal d'un chat assassin, L'École des loisirs
- 1999 : Thierry Lenain, Mademoiselle Zazie a-t-elle un zizi ?, Nathan
- 2000 : Susie Morgenstern, illustré par Mireille d’Allancé, Joker, L'École des loisirs
- 2001 : Rascal, illustré par Stéphane Girel, Côté cœur, L'École des loisirs, coll. « Pastel »
- 2002 : Hubert Ben Kemoun, illustré par François Roca, Terriblement vert !, Nathan
- 2003 : Jean-François Chabas, Le Père Tire-Bras, Éditions Thierry Magnier
- 2004 : Claude Helft, illustré par Jiang Hong Chen, Hatchiko chien de Tokyo, Éditions Desclée de Brouwer
- 2005 : Hanno, Sur le bout des doigts, Éditions Thierry Magnier
- 2006 : Mathis, Cinq, six bonheurs, Éditions Thierry Magnier
- 2007 : Delphine Bournay, Grignotin et Mentalo, L'École des loisirs
- 2008 : Gustave Akakpo, Le Petit Monde merveilleux, illustré par Dominique Mwankumi, Grasset jeunesse
- 2009 : non attribué
- 2010 : Valérie Zenatti, illustré par Audrey Poussier, Vérité, vérité chérie, L'École des loisirs
- 2011 : Mélanie Rutten, Oko, un thé en hiver, Éditions MeMo
- 2012 : Colas Gutman, illustré par Delphine Perret, L'Enfant, L'École des loisirs
- 2013 : Vincent Cuvellier, illustré par Ronan Badel, Émile est invisible, édition Gallimard Jeunesse, collection Giboulées
- 2014 : Agnès Domergue et Cécile Hudrisier, Il était une fois... Contes en haïkus, Thierry Magnier
- 2015 : Hélène Rice (texte), Ronan Badel (illustrations), Le Meilleur Livre pour apprendre à dessiner une vache, Thierry Magnier
- 2016 : Jacques Goldstyn, L'Arbragan, La Pastèque
- 2017 : Delphine Perret, Björn : six histoires d'ours, éd. Les Fourmis rouges

### Catégorie romans (jusqu'en 1997)[5]
- 1986 : Bethan Roberts, Manganinnie et l’enfant volé, Flammarion
- 1987 : Azouz Begag, Le Gône du châaba, Éditions du Seuil
- 1988 : Natalie Babbitt, Les Yeux de l’amaryllis, Gallimard Jeunesse
- 1989 : Thierry Lenain, Un pacte avec le diable, Syros
- 1990 : Claude Gutman, La Maison vide, Gallimard Jeunesse
- 1991 : Feng Jicai, Que cent fleurs s’épanouissent, Gallimard Jeunesse
- 1992 : Valérie Dayre, C’est la vie, Lili, Syros
- 1993 : Michael Morpurgo, illustré par François Place, Le Roi de la forêt des brumes, Gallimard Jeunesse
- 1994 : Thierry Lenain, La Fille du canal, Syros
- 1995 : Michel Honaker, Le Chevalier de Terre Noire, Tome 1 : L’adieu au domaine et Tome 2 : Le bras de la vengeance, Rageot
- 1996 : Marie Brantôme, Avec tout ce qu’on a fait pour toi, Seuil Jeunesse
- 1997 : Luis Sepulveda, illustré par Miles Hyman, Histoire d’une mouette et du chat qui lui apprit à voler, Métailié et Éditions du Seuil

### Catégorie romans 9-12
- 1998 : Yaël Hassan, Un grand-père tombé du ciel, Casterman
- 1999 : J. K. Rowling, Harry Potter à l'école des sorciers, Gallimard
- 2000 : Jean-Claude Mourlevat, L'Enfant Océan, Pocket Junior
- 2001 : Michael Morpurgo, illustré par François Place, Le Royaume de Kensuké, Gallimard Jeunesse
- 2002 : Sylvie Weil, Le Mazal d'Elvina, L'École des loisirs, coll. « Medium »
- 2003 : Dominique Sampiero, illustré par Monike Czarnecki, P’tite Mère, Rue du monde, coll. « Roman du Monde »
- 2004 : Brigitte Smadja, Il faut sauver Saïd, L'École des loisirs
- 2005 : Anne Vantal, Chère Théo, Éditions Actes Sud Junior
- 2006 : Thomas Lavachery, Bjorn le Morphir, L'École des loisirs
- 2007 : Timothée de Fombelle, Tobie Lolness, Gallimard
- 2008 : Jerry Spinelli, Z comme Zinkoff, L'École des loisirs
- 2009 : Ulrich Hub, L'Arche part à 8 heures, Alice Jeunesse
- 2010 : Maria Parr, Cascades et Gaufres à gogo, traduit du néo-norvégien par Jean-Baptiste Coursaud, Éditions Thierry Magnier
- 2011 : Stéphanie Bonvicini et Marianne Ratier, La Petite Taiseuse, Éditions Naïve
- 2012 : Hermann Schulz, Mandela et Nelson, L'École des loisirs
- 2013 : Brian Selznick, Black out, Bayard jeunesse
- 2014 : Pam Muñoz Ryan (en), Le Rêveur, illustré par Peter Sís, Bayard jeunesse
- 2015 : Katherine Rundell, Le ciel nous appartient ((en) Rooftoppers, trad. Emmanuelle Ghez), Les grandes personnes
- 2016 : Michael Morpurgo, Le Mystère de Lucy Lost, Gallimard jeunesse
- 2017 : Jakob Wegelius, Sally Jones ((sv) Legenden om Sally Jones, traduction de Agneta Ségol et Marianne Ségol-Samoy), Thierry Magnier

### Catégorie romans adolescents
- 1998 : Berthe Burko-Falcman, L’Enfant caché, Le Seuil
- 1999 : Janine Teisson, Au cinéma Lux, Syros
- 2000 : Malika Ferdjoukh, Sombres Citrouilles, L'École des loisirs, coll. « Medium »
- 2001 : Louis Sachar, Le Passage ((en) Holes, trad. Jean-François Ménard), L'École des loisirs, coll. « Medium »
- 2002 : Anne-Lise Grobéty, Le Temps des mots à voix basse, La Joie de lire
- 2003 : Celia Rees, Journal d'une sorcière, Le Seuil
- 2004 : Anne-Laure Bondoux, Les Larmes de l’assassin, Bayard, coll. Millézime
- 2005 : Michael Morpurgo, Soldat Peaceful ((en) Private Peaceful, trad. Diane Ménard), Éditions Gallimard Jeunesse
- 2006 : Marie-Sabine Roger, Le Quatrième Soupirail, Éditions Thierry Magnier
- 2007 : Guillaume Guéraud, Je mourrai pas gibier, Éditions du Rouergue
- 2008 : Jean-Claude Mourlevat, Le Combat d'hiver, Gallimard Jeunesse
- 2009 : 
  - Xavier-Laurent Petit, Be safe, L'École des loisirs, coll. « Medium »
  - Silvana de Mari, Le Dernier Orc ((it)  L'ultimo orco, trad. Jacques Barbéri), Albin Michel Jeunesse
- 2010 : Bernard Beckett, Genesis ((en) Genesis, traduit par Laetitia Devaux) Gallimard Jeunesse
- 2011 : David Almond, illustré par Dave McKean, Le Sauvage ((en) The Savage, trad. par Cécile Dutheil de La Rochère),Gallimard Jeunesse
- 2012 : Silvana Gandolfi, L'Innocent de Palerme, ((it)  Io dentro gli spari, traduit par Faustina Fiore), Éditions Les Grandes Personnes
- 2013 : Sarah Cohen-Scali, Max, Gallimard Jeunesse, coll. « Scripto »
- 2014 : Jacqueline Kelly, Calpurnia ((en) The evolution of Calpurnia Tate, trad. Diane Ménard), L'Ecole des loisirs, coll. "Medium"
- 2015 : Anne Fine, Le Passage du diable ((en) The devil walks, trad. Dominique Kugler), L'école des loisirs
- 2016 : Clémentine Beauvais, Les Petites Reines, Sarbacane
- 2017 : Xavier-Laurent Petit, Le Fils de l'Ursari, Ecole des Loisirs

### Catégorie documentaires
- 1986 : Joanna Cole, Kenneth Lily, Animaux de jour, grandeur nature et Animaux de nuit, grandeur nature, Casterman
- 1987 : Michel Pierre, avec la collab. de Antoine Sabbagh, illustré par Morgan, L’Europe du Moyen Âge, Casterman
- 1988 : Thierry Benardeau et Marcel Pineau, Histoire de la musique, la musique dans l’histoire, Hatier
- 1989 : David Burnie, Le Nid, l'Œuf et l’Oiseau, Gallimard jeunesse
- 1990 : Sophie Curtil, Giacometti, Centre Pompidou
- 1991 : Musée en herbe, Sylvie Girardet, Claire Merleau-Ponty, Anne Tardy, illustré par Fernando Puig Rosado, Les Grands Méchants Loups, Bayard Jeunesse
- 1992 : Renée Kayser, Bernard Kayser, Copain des villes, Milan
- 1993 : Jean-Michel Rodrigo, illustré par Hélène Perdereau, Pérou, destination bidonvilles, Albin Michel jeunesse
- 1994 : Éric Chevallier, illustré par Pef, Le Préservatif, trois mille ans d'amour protégé, Casterman
- 1995 : Dominique Gaussen, Louis XIV et Versailles, Mango
- 1996 : Brigitte Govignon (sous la dir.), La Petite Encyclopédie de l’art, Réunion des musées nationaux et Éditions du Regard
- 1997 : Stephen Johnson, Alphabetville, Circonflexe
- 1998 : Marie Lagier, Le Livre du loup, Nathan
- 1999 : Pef, Zappe la guerre, Rue du monde
- 2000 : Chrystel Proupuech, Yapa le petit aborigène d’Australie, Mila Éditions
- 2001 : Marie Sellier, illustré par Marion Lesage, L'Afrique, petit Chaka..., Réunion des musées nationaux
- 2002 : Élisabeth Combres, Florence Thinard, Emmanuel de la Grange, Mondes Rebelles : junior, Éditions Michalon
- 2003 : Claire D'Harcourt, Du coq à l’âne : Les animaux racontent l’art, Le Seuil - Le Funambule
- 2004 : Ursus Wehrli, L’Art en bazar, Milan
- 2005 : Véronique Antoine-Andersen, L’Art pour comprendre le monde, Actes Sud Junior
- 2006 : Catherine Louis, calligraphies Shi Bo, Mon imagier chinois, Éditions Philippe Picquier
- 2007 : Carole Saturno et Olivier Balez, Enfants d'ici, parents d'ailleurs : histoire et mémoire de l'exode rural et de l'immigration, Gallimard
- 2008 : Claire Didier et Roland Guarrigue, Le Livre des trous, Nathan
- 2009 : Caroline Laffon, Costumes, Éditions du Panama
- 2010 : Marie-Sabine Roger, illustré par Anne Sol, À quoi tu joues ?, Éditions Sarbacane
- 2011 : Isabelle Bournier, illustré par Jacques Ferrandez, Des hommes dans la guerre d'Algérie, Casterman
- 2012 : Julie Lannes, Chimères génétiques, L'atelier du poisson soluble
- 2013 : Aleksandra Mizielinska et Daniel Mizielinski, Cartes : voyages parmi mille curiosités et merveilles du monde, Rue du monde
- 2014 : Thierry Lenain et Benoît Morel, C'est ta vie ! L'encyclopédie qui parle d'amitié, d'amour et de sexe aux enfants, Oskar
- 2015 : Yvan Pommaux (texte et illustration) et Christophe Ylla-Somers, Nous, notre histoire, L'école des loisirs
- 2016 : Pascale Hédelin, Cité Babel , Les Éditions des Éléphants
- 2017 : Julie Guillem, Atlas des nuages, Actes Sud junior

### Prix spécial
- 1989 : Prix spécial Révolution pour Hervé Luxardo et Gérard Finel, Douze idées qui changèrent le monde : la Révolution française, Hachette Jeunesse
- 1991 : Grand prix spécial remis pour les 10 ans de l’Association à Pef
- 1993 : Daniel Pennac, Comme un roman, Gallimard
- 1997 : Claude Boujon, La Chaise bleue, L'École des loisirs
- 2001 : François Place, Atlas des géographes d'Orbæ : Du pays des amazones aux îles Indigo, Du pays de Jade à l’île Quinookta, De la rivière rouge au pays des Zizotls, Casterman et Gallimard
- 2002 : Robert Cormier
- 2006 : Claude Ponti
- 2007 : Pef
- 2010 : Thierry Dedieu
- 2011 : -
- 2012 : Elzbieta
- 2013 : -
- 2014 : Tomi Ungerer

## Liste des lauréats par catégorie, depuis 2018

### Carrément Beau

#### Univers Mini
- 2018 : Profession Crocodile, texte de Giovanna Zoboli, illustrations de Mariachiara Di Giorgio, éd. Les Fourmis rouges[6],[7]
- 2019 : Une super histoire de cow-boy , Delphine Perret, éd. Les Fourmis rouges [8]
- 2020 : Les choses qui s'en vont, Beatrice Alemagna, Hélium
- 2021 : Juste un fraisier, Amandine Laprun, éditions Actes Sud Junior[9]
- 2022 : La Nuit de la fête foraine, Gideon Sterer et Mariachiara Di Giorgio, éd. Les Fourmis rouges[10]
- 2023 : L'imagier des sens, Anne Crausaz - Ed. Askip[11]
- 2024 : Chez Bergamote, Junko Nakamura, Editions MeMo[12]

#### Univers Maxi
- 2018 : Le Jardin du dedans dehors, texte de Chiara Mezzalama, illustrations de Régis Lejonc , Les Éditions des Éléphants[6],[7]
- 2019 : Petit soldat, Pierre-Jacques et Jules Ober, Seuil jeunesse
- 2020 : Cap !, Loren Capelli, Éditions courtes et longues
- 2021 : Nuit étoilée, de Jimmy Liao, traduit par Chun-Liang Yeh, HongFei Cultures[9]
- 2022 : Le Plus Bel Été du monde, Delphine Perret, éd. Les Fourmis rouges[10]
- 2023 : L’expédition, Stéphane Servant et Audrey Spiry - Ed. Thierry Magnier[11]
- 2024 : Le jardin de Baba, Jordan Scott, illustrations Sydney Smith ,traduction Michèle Moreau, Editions Didier Jeunesse[12]

### Carrément Passionnant

#### Univers Mini
- 2018 : Pax et le petit soldat, texte de Sara Pennypacker, illustrations de Jon Klassen, éditions Gallimard[6],[7]
- 2019 : Naissance d'un chef (La Naissance de Podkin le Brave, tome 1), Kieran Larwood, éditions Gallimard
- 2020 : L'Arrêt du cœur, ou comment Simon découvrit l'amour dans une cuisine, d'Agnès Debacker et Anaïs Brunet, éditions MeMo
- 2021 : Quand les escargots vont au ciel, de Delphine Vallette, illustrations Pierre-Emmanuel Lyet, éditions Seuil Jeunesse[9]
- 2022 : Lilly sous la mer, Thomas Lavachery, L'École des loisirs[10]
- 2023 : Mémoires de la forêt. Les souvenirs de Ferdinand Taupe, Mickaël Brun-Arnaud et Sanoe - Ed. l’École des Loisirs[11]
- 2024 : Monstres, Stéphane Servant, illustrations Nicolas Zouliamis, Editions Thierry Magnier[12]

#### Univers Maxi
- 2018 : Sirius, Stéphane Servant, éditions du Rouergue[6],[7]
- 2019 : Milly Vodović, Nastasia Rugani, éditions MeMo
- 2020 : L'Estrange Malaventure de Mirella, Flore Vesco, L'École des loisirs
- 2021 : Alma, le vent se lève, de Timothée de Fombelle, illustrations François Place, éditions Gallimard Jeunesse[9]
- 2022 : D'or et d'oreillers, Flore Vesco, L'École des loisirs[10]
- 2023 : Et le ciel se voila de fureur, Taï-Marc Le Thanh - Ed. l’École des Loisirs[11]
- 2024 : Nous traverserons des orages, Anne-Laure Bondoux, Editions Gallimard Jeunesse[12]

### Carrément Sorcières

#### Fiction
- 2018 : Cœur de bois, texte de Henri Meunier, illustrations de Régis Lejonc, éditions Notari[6],[7]
- 2019 : Duel au soleil, Manuel Marsol, éditions L'Agrume
- 2020 : Le Dernier Roi des loups : l'histoire vraie de Lobo le loup et d'Ernest Thompson le chasseur, William Grill, éditions Sarbacane [13]
- 2021 : Migrants, d'Issa Watanabe, éditions La Joie de Lire[9]
- 2022 : Il était une forme, Gazhole et Cruschiform, éditions Maison Georges[10]
- 2023 : L'oiseau en moi vole où il veut, Sara Lundberg, trad. Jean-Baptiste Coursaud - Ed. La Partie[11]
- 2024 : Nuit de chance, Sarah Cheveau, Editions La Partie[12]

#### Non Fiction
- 2018 : Colorama, Cruschiform, éditions Gallimard[6],[7]
- 2019 : Musée des museaux amusants, Fanny Pageaud, éditions L'Atelier du poisson soluble
- 2020 : Dans tous les sens, Philippe Nessmann, Régis Lejonc et Célestin Foretier, Seuil Jeunesse
- 2021 : La Fabuleuse Histoire de la Terre, d'Aina Bestard et le Musée des Sciences de Barcelone, traduit par Philippe Godard, éditions Saltimbanque[9].
- 2022 : Yahho Japon !, Éva Offredo, éditions Maison Georges[10]
- 2023 : Le tour du monde en 24 marchés, Maria Bakhareva et Anna Desnitskaya, trad. Margaux Rochefort - Ed. La Partie[11]
- 2024 : L’imagier, Émilie Chazerand, illustrations Anna Wanda Gogusey, Editions La ville brûle[12]